# Parc national naturel de Puracé
Pour les articles homonymes, voir Puracé.
Le parc national naturel de Puracé (espagnol : Parque Nacional Natural Puracé) est un parc national situé dans la région andine de la Colombie, au sud-est de la ville de Popayán dans la Cordillère Centrale. Sa principale attraction est le stratovolcan actif Puracé, l'un des volcans les plus actifs de Colombie. Quatre des fleuves les plus importants du pays prennent leur source dans la région : le Río Magdalena, le Río Cauca, le Río Caquetá et le Río Patía.

## Description générale
Le parc fut créé en 1961 en tant que premier parc national du département de Cauca,. Durant les années 1990 les FARC l'utilisèrent comme camp de base mais en ont été chassées depuis 2002 après la campagne du président Álvaro Uribe contre le mouvement.
Le seul volcan actif de la région est le Puracé (4 580 mètres). Il y a en plus deux volcans plus élevés, l'Azúcar (5 000 mètres) et le Coconuco (4 600 mètres), et quatre dont l'altitude se situe entre 4 400 et 4 500 mètres.

## Climat
Les températures maximales durant la journée se situent entre 14 et 16 °C, et les températures minimales nocturnes descendent en dessous de 0 °C. La moyenne annuelle de précipitations est de 2 500 mm et tend à diminuer tandis que l'altitude croît. Le gel est courant au-dessus de 3 000 mètres et quasi journalier au-dessus de 4 200 mètres.

## Faune et flore
Plus de 200 espèces d'orchidées et des espèces menacées en Colombie tel que le podocarpe à feuilles d'olivier (en), le chêne de Humboldt, le palmier à cire du Quindío peuplent le parc,.
Le parc abrite plus de 160 espèces d'oiseaux, dont les colibris, les canards, les geais bleus, et les rapaces sont les plus communs. On trouve aussi le condor des Andes que le Zoo de San Diego aida à réintroduire dans les années 1990
Plusieurs espèces de mammifères occupent la zone : ours à lunette, tapir des montagnes, cougar, pudu,. Les forêts de faible altitude abritent quatre espèces de primates : singe laineux, alouate, Aotus lemurinus et apelle.

## Galerie

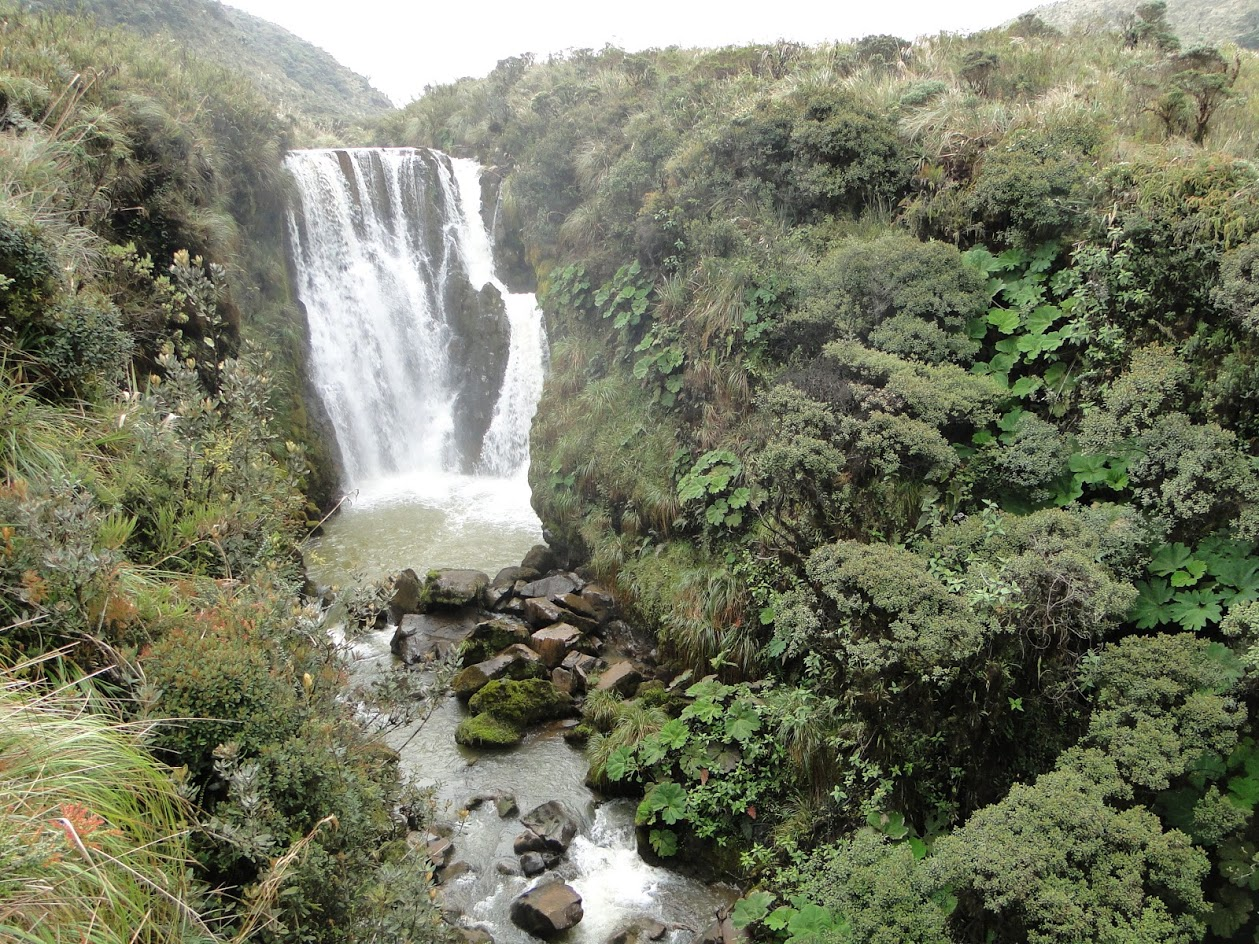
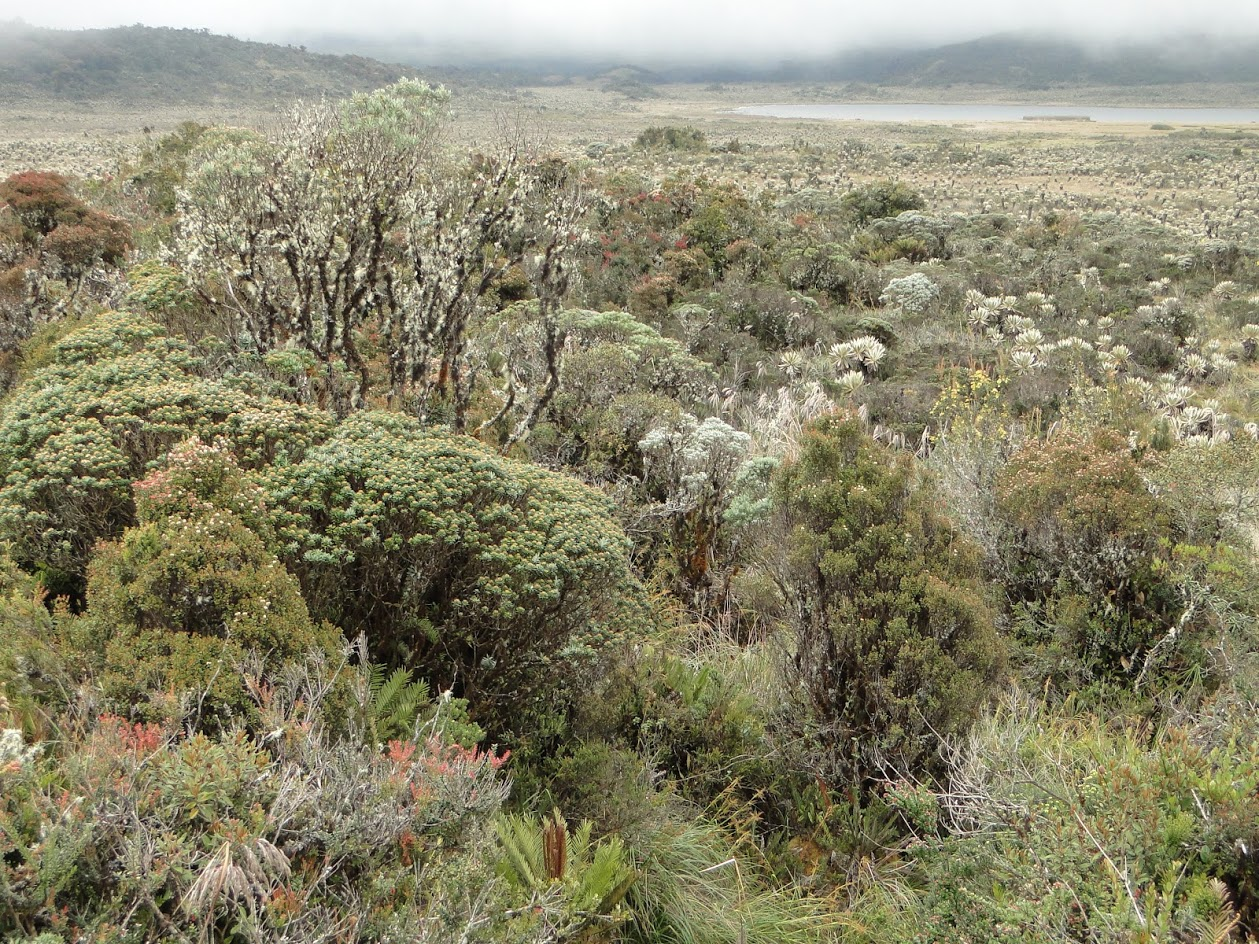
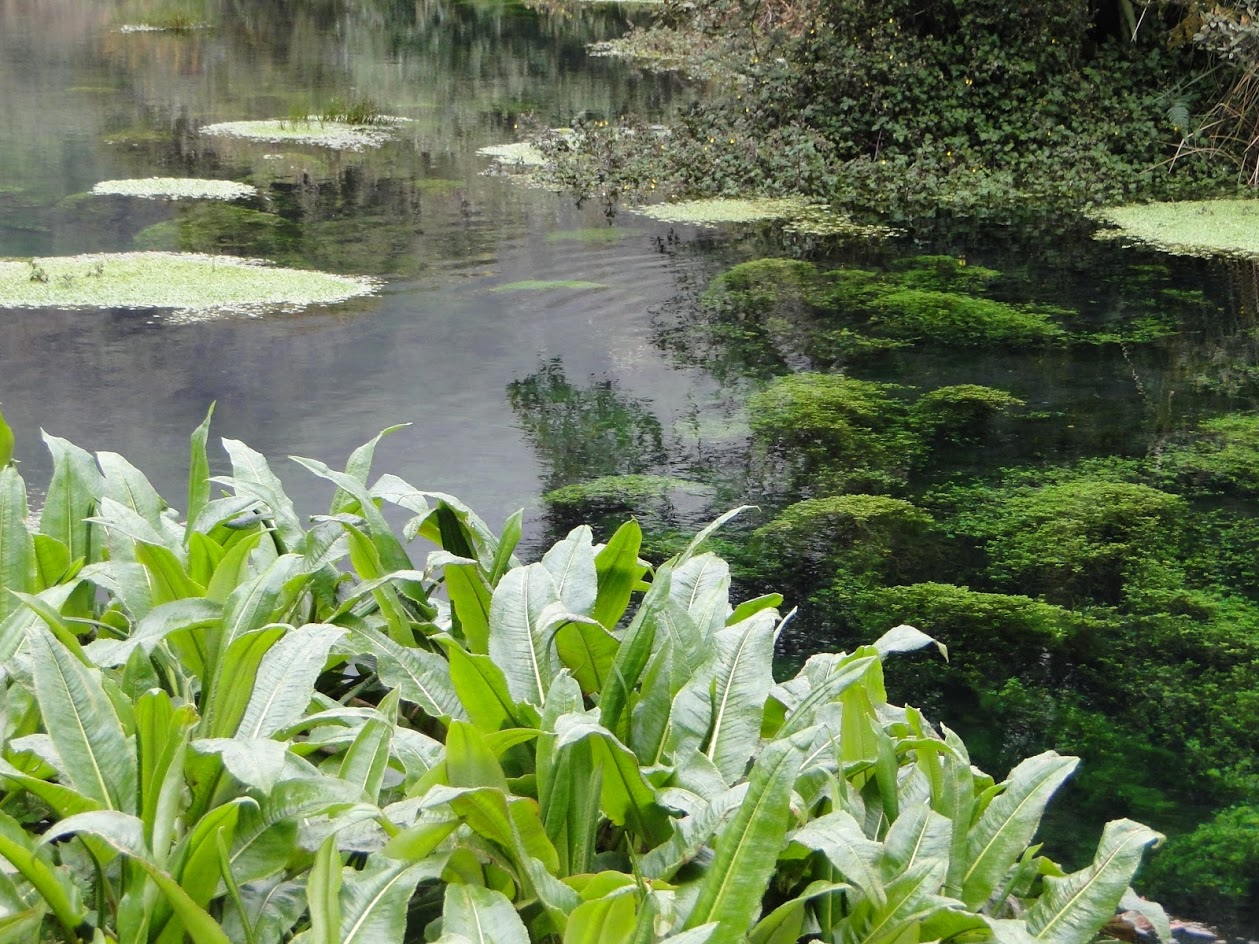
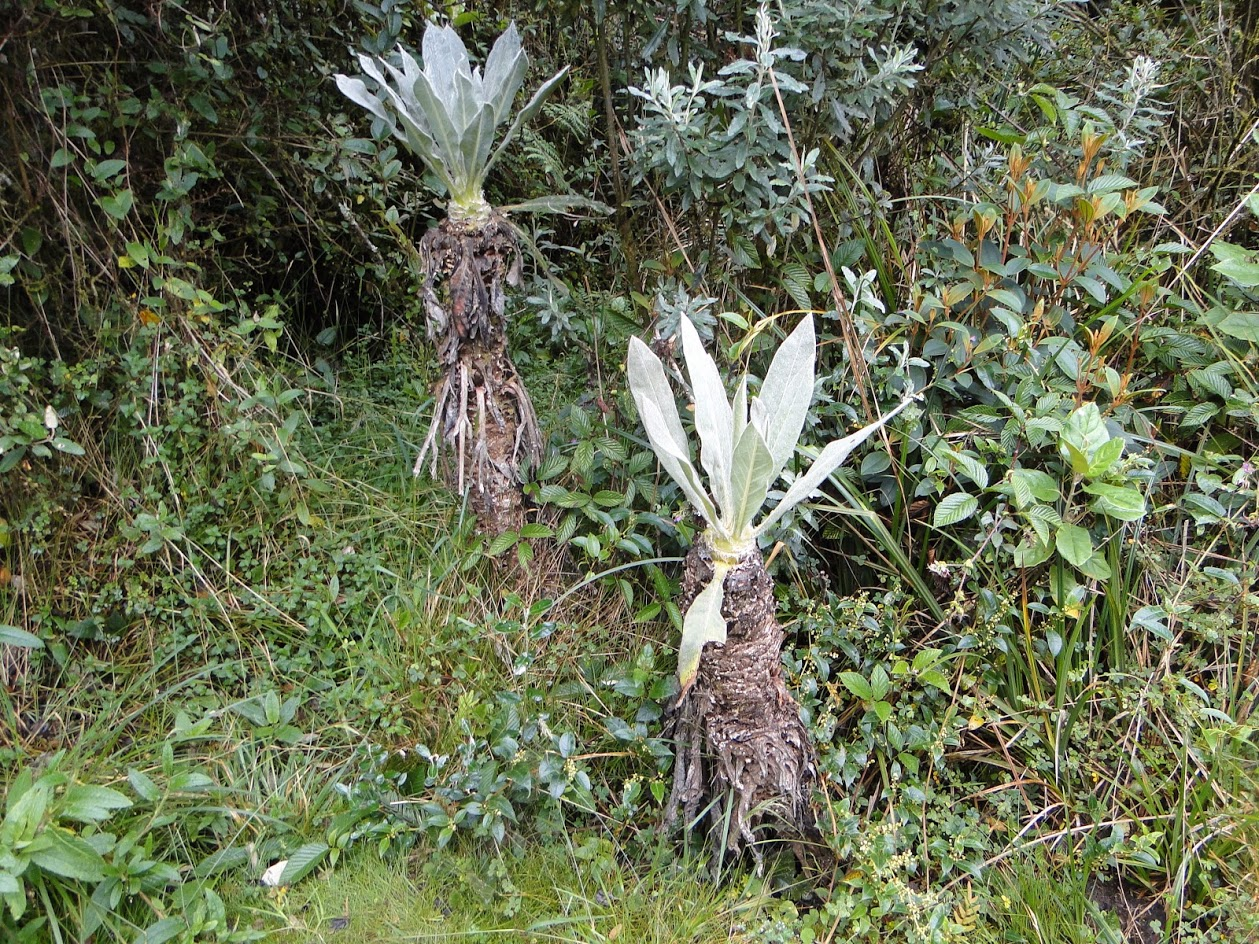
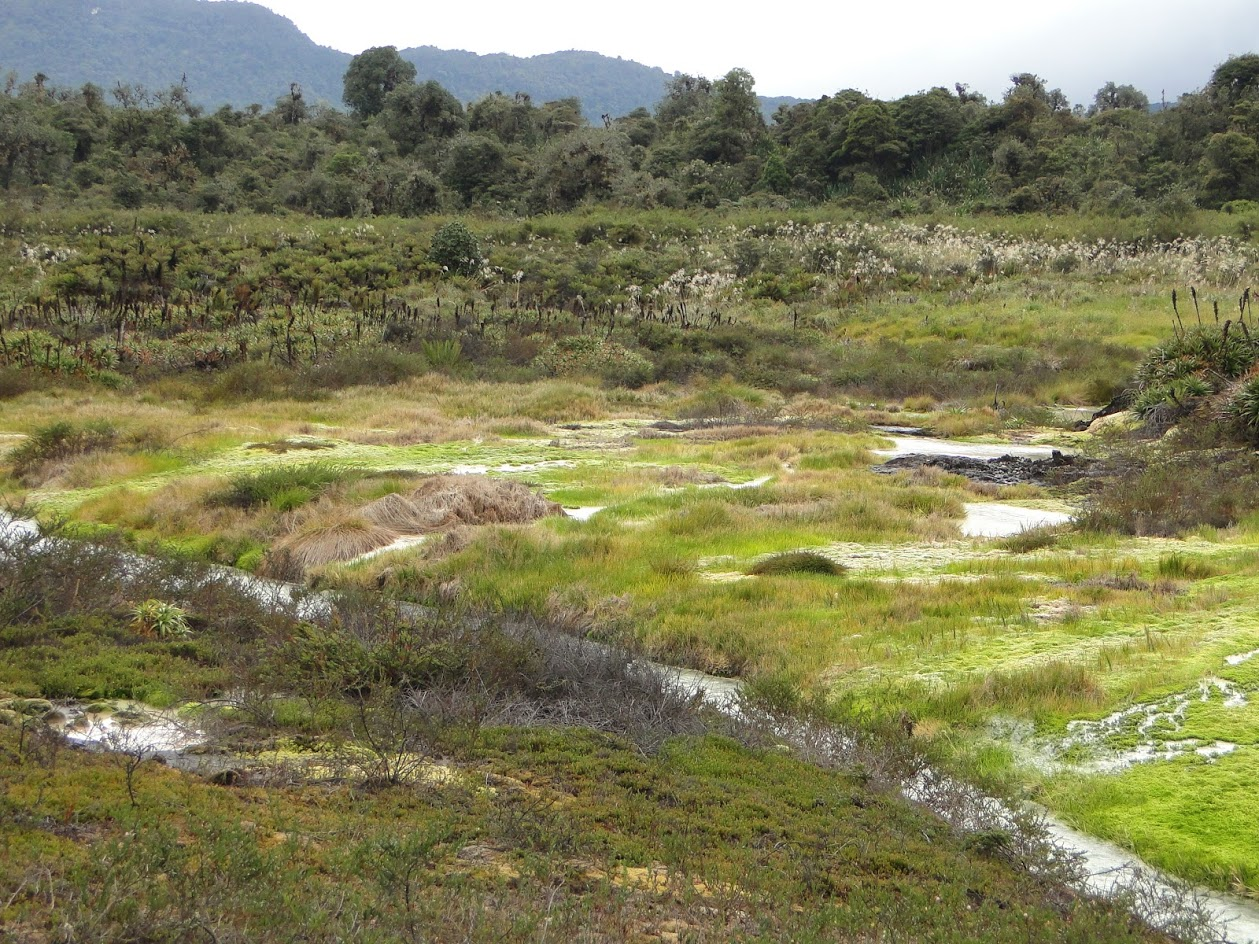
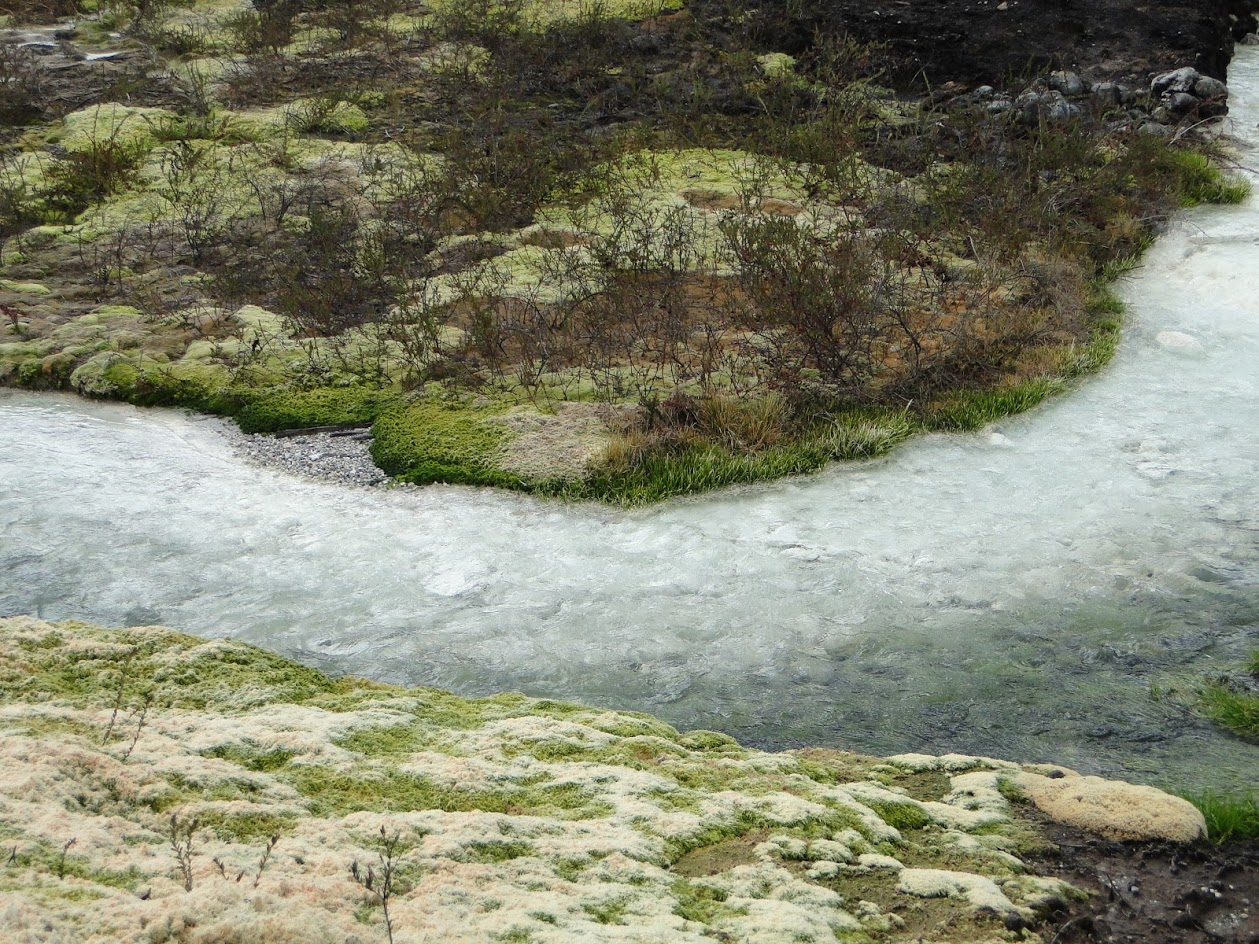
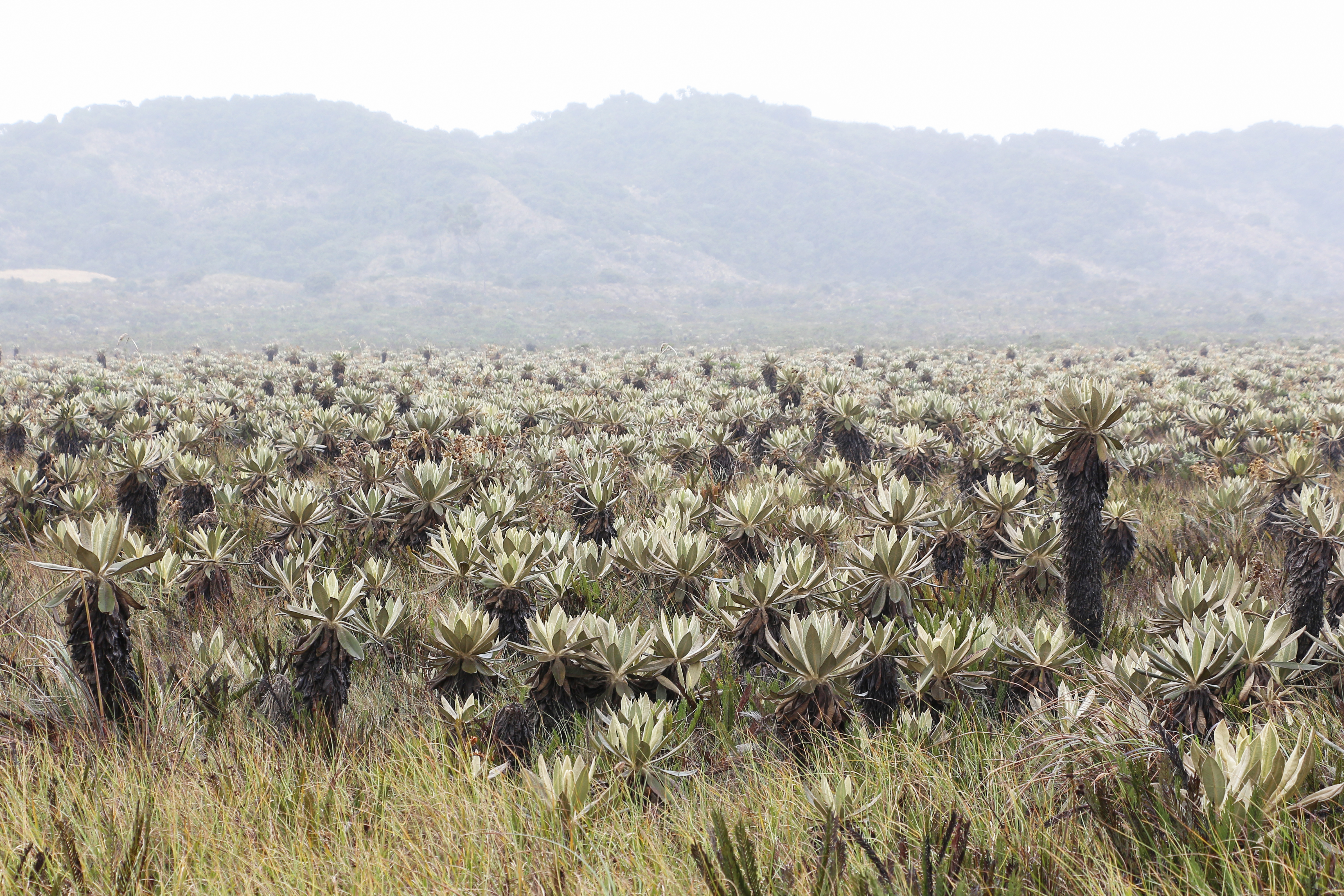

## Sources
- (en) Cet article est partiellement ou en totalité issu de l’article de Wikipédia en anglais intitulé « Puracé National Natural Park » (voir la liste des auteurs).
- Lorraine Caputo, Paula Newton et Richard McColl, Viva Travel Guides Colombia, Viva Publishing Network, 2009, 512 p. (ISBN 978-0-9791264-4-4, lire en ligne)
- Benjamin Villegas et Laura Sesana, Colombia Natural Parks, Villegas Asociados, 2007, 447 p. (ISBN 978-958-8156-87-3, lire en ligne)